# Marcus Elieser Bloch
Marcus Elieser Bloch (1723 tại Ansbach – 6 tháng 8 năm 1799 tại Carlsbad) là một bác sĩ kiêm nhà tự nhiên học người Đức.

## Tiểu sử
Bloch xuất thân từ một gia đình rất nghèo nên ông hầu như không được cho học hành. Cho đến khi trưởng thành, ông thậm chí không thể đọc được tiếng Đức. Tuy nhiên, những kiến thức về văn học Do Thái đã giúp Bloch được làm gia sư trong nhà của một bác sĩ phẫu thuật người Do Thái ở Hamburg. Tại đây, ông đã chú tâm học tiếng Đức và thông thạo một số tiếng Latinh, đồng thời tham gia nghiên cứu ngành giải phẫu học.
Bloch sau đó đã đến Berlin, là nơi ông đã dành hết tâm sức cho để nghiên cứu tất cả các ngành của khoa học tự nhiên và y học. Sau khi lấy bằng Tiến sĩ y khoa (M. D.) tại Frankfort-on-the-Oder vào năm 1747, ông định cư ở Berlin và hành nghề trong nhiều năm tiếp theo. Năm 1774, Bloch xuất bản một tập chuyên luận y học có tựa là Medicinische Bemerkungen, Nebst einer Abhandlung vom Pyrmonter Sauerbrunnen.
Khoảng thời gian sau đó, Bloch hầu như chỉ chuyên tâm nghiên cứu khoa học tự nhiên, đặc biệt là mảng ngư học. Những chuyến đi của Bloch đã giúp ông tạo dựng nên một bộ sưu tập mẫu vật các loài cá. Sau khi Bloch qua đời, chính phủ Phổ đã mua lại bộ sưu tập này và trao tặng cho Viện Hàn lâm Khoa học Phổ, hiện đang được trưng bày tại Bảo tàng Lịch sử Tự nhiên Berlin.
Từ năm 1781 đến 1784, Bloch cho xuất bản hai tác phẩm là Die Oekonomische Naturgeschichte der Fische Deutschlands, Besonders des Preussischen Staates và Oekonomische Naturgeschichte der Fische Deutschlands. Trong suốt giai đoạn 1785–1795, loạt ấn phẩm này được xuất bản dưới nhan đề chung là Allgemeine Naturgeschichte der Fische, bao gồm 12 quyển với 432 bản vẽ mô tả chi tiết các loài cá, là một công trình nghiên cứu to lớn trong lĩnh vực ngư học vào thế kỷ 18.
Bloch cũng đã trình bày một bài luận về sự hình thành của giun đường ruột và cách tiêu diệt chúng với tựa đề là Abhandlung von der Erzeugung der Eingeweidewürmer und den Mitteln Wider Dieselben, được xuất bản tại Berlin (1782) và Strasburg (1788). Bloch cũng đã để lại sơ đồ chưa hoàn thiện về một hệ thống ngư học, được xuất bản sau khi ông qua đời bởi Johann Gottlob Schneider với tựa là Systema Ichthyologiæ Iconibus CX. Illustratum tại Berlin vào năm 1801.

## Các chi và loài được đặt theo tên của Bloch
- Acanthurus blochii Valenciennes, 1835
- Priacanthus blochii (Bleeker, 1868)